# Arbeitsgemeinschaft für zeitgemäßes Bauen
| Arbeitsgemeinschaft für zeitgemäßes Bauen e. V. | Arbeitsgemeinschaft für zeitgemäßes Bauen e. V. |
| ----------------------------------------------- | --- |
| Logo                                            | |
| Institutsform                                   | Verein |
| Gegründet                                       | 21. Februar 1946 |
| Institutssitz                                   | Kiel, Schleswig-Holstein |
| Schlüsselpersonen                               | - Arne Kleinhans, Ministerium für Inneres, ländliche Räume, Integration und Gleichstellung des Landes Schleswig-Holstein, Vorstandsvorsitzender - Dietmar Walberg, Geschäftsführer |
| Mitglieder                                      | über 460 (Einzelmitglieder und Institutionen) |
| Branche                                         | Bau- und Wohnberatung, Soziale Wohnraumförderung, Angewandte Bauforschung, Qualitätssicherung am Bau, Fort- und Weiterbildung von Fachkräften, Architekten und Ingenieuren |
| Geschäftsbereiche                               | - Bau- und Wohnberatung - Soziale Wohnraumförderung des Landes Schleswig-Holstein - Bauforschung - Qualitätssicherung - Luftdichtheitsprüfung - Integrierte Planung - Energetische Zertifizierung - Bauwirtschaftliche Zertifizierung - Fort- und Weiterbildung - Verlag und Veröffentlichungen |
| Veröffentlichungs- richtlinien                  | zur jährlichen Mitgliederversammlung |
| Webseite                                        | www.arge-sh.de |

Die Arbeitsgemeinschaft für zeitgemäßes Bauen e. V. (ARGE//eV) ist Wohnungsbauinstitut des Landes Schleswig-Holstein für die Soziale Wohnraumförderung, seit 1950 von der Bundesregierung anerkannte Bauforschungseinrichtung der Bundesrepublik Deutschland und Kompetenznetzwerk des Bauwesens. Darüber hinaus ist die ARGE//eV als Institut für angewandte Bauforschung, Qualitätsüberprüfung und Bau- und Wohnberatung mit Schwerpunkt in Schleswig-Holstein, Hamburg und Norddeutschland tätig. Der Schwerpunkt ihrer Tätigkeiten erfolgt im öffentlichen Auftrag. Die Satzungsaufgaben der ARGE//eV sind gemeinnützig.

## Gründung und Geschichte
Der Verein wurde 1946 zur Entwicklung, Erprobung und Einführung neuer Baumethoden und Baustoffe, sowie Durchführung und Begleitung von Versuchs- und Vergleichsbauten gegründet. Dazu gehörten von Beginn an auch spezifische Nachkriegsthematiken, wie die Erforschung und Förderung des Lehmbaus und (über Jahrzehnte) der Organisierten Gruppenselbsthilfe im Wohnungsbau. Später kamen weitere Schwerpunkte, wie die Begleitung und Auswertung der Demonstrativbauvorhaben der Bundesrepublik Deutschland und des Landes Schleswig-Holstein im Bereich des Wohnungs- und Städtebaus dazu. Mit Beschluss der Bauministerkonferenz der Deutschen Länder von 1949 und Bestätigung durch die Bundesregierung im Jahr 1950 mit Aufnahme in den Beirat für Bauforschung beim Bundesminister für Wohnungsbau wurde die Arbeitsgemeinschaft für zeitgemäßes Bauen e. V. als Institut für Bauforschung und die Begleitung der Demonstrativbauvorhaben der Bundesrepublik Deutschland anerkannt und beauftragt.
Dauerhafter Auftrag der ARGE war und ist die Vorbereitung, Entwicklung, Qualifizierung und Auswertung des Sozialen Wohnungsbaus und Schaffung der Grundlagen für Bezahlbaren Wohnraum.  Von Beginn ihrer Tätigkeit wurden durch die ARGE hierfür regelmäßig Typengebäude, Mustergrundrisse und Ausführungsdetails auch mit entsprechender Typengenehmigung entwickelt und veröffentlicht. Diese dienten als Grundlage für die Soziale Wohnraumförderung im Mietwohnungsbau, aber auch für die (Wohn-)Eigentumsschaffung z. B. im Kleinsiedlungsbau und für die Kosten- und Prozessoptimierung im Wohnungsbau allgemein.
Auf der Basis der Typenplanungen der ARGE//eV (und durch die ARGE//eV begleitet und evaluiert) wurde zur Wiederbelebung des Wohnungsbaus und Schaffung notwendigen Wohnraums für Flüchtlinge und Heimatvertriebene 1949 bis 1951 in Schleswig-Holstein das erste systematische, (bis heute größte) einheitliche und zentral gelenkte Wohnungsbauprogramm in Westdeutschland nach dem Krieg, das ERP-Sonderprogramm Bau von 10.000 Flüchtlingswohnungen auf Initiative der Deutschen Gewerkschaften realisiert. Die Grundsteinlegung des Sonderprogramms fand am 5. März 1950 durch Hans Böckler, der am 16. Februar 1951 schon verstarb, in der dann später nach ihm benannten Siedlung („Böcklersiedlung“) in Neumünster als größtes Einzelbauvorhaben des Sonderprogramms statt. Die Grundsteinlegung dieses ersten Projektes des Sonderprogramms auf der Großbaustelle in Neumünster gilt daher als baulicher Beginn des systematischen Sozialen Wohnungsbaus in der Bundesrepublik Deutschland nach dem Zweiten Weltkrieg.

## Satzung und öffentlicher Auftrag
Zweck der Arbeitsgemeinschaft ist die Förderung von Wissenschaft und Forschung sowie des Umweltschutzes im Bereich des Bauwesens. Die satzungsgemäßen Aufgaben werden durch Rationalisierung im Bauwesen, Angewandte Bauforschung und Siedlungsforschung, Erforschung und Erprobung zeitgemäßer und innovativer Baustoffe und Bauarten, Beratung und praktische Schulung, Auswertung von Versuchs- und Vergleichsbauten, Veröffentlichung von Forschungs- und Versuchsergebnissen in Publikationen und Vorträgen wahrgenommen. Schwergewicht hat die Ökonomische und nachhaltige Bau-, Planungs und Wohnberatung und ferner noch die Organisation der Fortbildung (u. a.) im Bereich der Bautechnik.
Die Arbeitsgemeinschaft für zeitgemäßes Bauen e. V. verfolgt ausschließlich und unmittelbar gemeinnützige Zwecke im Sinne der Abgabenordnung. Die ARGE ist selbstlos tätig; sie verfolgt nicht in erster Linie wirtschaftliche Zwecke.
1972 erfolgte die Anerkennung durch das Innenministerium des Landes Schleswig-Holstein als Rationalisierungsinstitut für den geförderten Wohnungsbau. Die ARGE ist ein Institut für Bau- und Wohnberatung in Schleswig-Holstein, Hamburg und in anderen Teilen Norddeutschlands mit Aktivitäten auf nationaler und internationaler Ebene und Netzwerk für das innovative Bauen und technische und baulich-soziale Kommunikation, die angewandte Bauforschung und Projektentwicklung.
Die ARGE ist ein öffentlich anerkanntes Institut für die Zertifizierung von Effizienzhäusern verschiedener energetischer und/oder nachhaltiger Standards, zum Beispiel Niedrig-Energiehäusern und Passivhäusern und vergibt entsprechende Prüfsiegel, wie zum Beispiel den Qualitätspass Schleswig-Holstein.
Der Verein evaluiert kontinuierlich Baukosten seit 1947 und führt einen Bauwerkskostenindex zur Bewertung der Kostenentwicklung im Bauwesen, speziell im Wohnungsbau.

## Mitgliedschaft
Die etwa 460 weitgehend institutionellen Mitglieder sind Architekten und Ingenieure, Rechtsanwälte, die Wohnungsunternehmen Schleswig-Holsteins, Hamburgs und Mecklenburg-Vorpommerns, Kommunen und Landkreise, die Bauwirtschaft und die Verbände der Bau- und Wohnungswirtschaft deutschlandweit, der Bauindustrie und Baustoffindustrie, der Mieterverein, die Verbraucherzentrale, die Investitionsbank Schleswig-Holstein.

## Vorstand
Das Vorschlagsrecht für den elfköpfigen Vorstand der Arbeitsgemeinschaft für zeitgemäßes Bauen haben das für den Wohnungsbau in Schleswig-Holstein zuständige Landesministerium, die Investitionsbank Schleswig-Holstein, der Baugewerbeverband Schleswig-Holstein, der Bauindustrieverband Hamburg Schleswig-Holstein, der Verband norddeutscher Wohnungsunternehmen, der Bundesverband freier Immobilien- und Wohnungsunternehmen, die Architekten- und Ingenieurkammer Schleswig-Holstein, der Verband Beratender Ingenieure, die Verbände der Baustoffindustrie und die private Wohnungswirtschaft (Haus & Grund, Deutscher Siedlerbund/Verband Wohneigentum).

## Aufgaben
Die ARGE berät, begleitet und zertifiziert Bauvorhaben bauwirtschaftlich, technisch und energetisch. In den letzten 20 Jahren wurden z. B. über 110.000 WE und Gebäude im Besonderen Niedrig-Energiehaus-Standard des Landes Schleswig-Holstein (20 % bzw. 30 % Unterschreitung der Anforderungen nach EnEV – von der ARGE in Zusammenarbeit mit der Landesregierung Schleswig-Holstein definiert), aber auch z. B. etwa 100 Passivhäuser und WE von der ARGE begleitet, betreut und zertifiziert. Die Definition des NEH-Standards gilt auch für besondere Förderungen bei Modernisierungsvorhaben.
Die Führung einer umfangreichen Datenbank erfolgt zu Baukosten und Baupreisen. Für Bauwirtschaftliche und Bautechnische Bewertung von Bauvorhaben ist der Verein Mitglied im Lenkungsausschuss des Deutschen Instituts für Normung DIN.
Der Verein veröffentlicht im eigenen Verlag seit 1947 in ununterbrochener Folge Fachpublikationen in mehreren Reihen: „Bauen in Schleswig-Holstein“ und „Mitteilungshefte der Arbeitsgemeinschaft für zeitgemäßes Bauen e. V.“, „Arbeits- und Informationsblätter“ sowie zahlreiche Projektdokumentationen zum umweltgerechten und energieeffizienten Bauen oder der energetischen Gebäudemodernisierung.

## Veröffentlichungs- und Schriftenreihen
Verlagstätigkeiten seit 1947:
- Mitteilungsblätter (seit 1947)
- Bauen in Schleswig-Holstein (seit 1948)
- Arbeits- und Informationsblätter (seit 1980)
- Bauforschungsberichte (seit 1952)
- Projekt- und Sonderveröffentlichungen

## Wohnberatung
Seit dem Jahr 2000 unterhält die ARGE die Leitstelle Wohnberatung Schleswig-Holstein mit einer Homepage und Projektdatenbank, bei dem sich die Wohnprojekte und Initiativen kostenlos einschreiben können, um Interessierte anzusprechen. Im Jahr 2003 wurde ein „Leitfaden für Gruppenwohnprojekte und innovative Wohnkonzepte“ in Zusammenarbeit mit der Landesregierung Schleswig-Holstein herausgeben, der bundesweit nachgefragt wird. Betreuung, Beratung und Erforschung der Organisierten Gruppenselbsthilfe.

## Netzwerk Innovative Dämmtechniken
Im Rahmen dieses Netzwerks soll Forschungswissen über innovative Wärmedämmung in die Hochschul- und Handwerksausbildung integriert werden. Außerdem wird angestrebt, dieses Wissen der breiten Bevölkerung zugänglich zu machen.
Themen im Netzwerk sind z. B. Lehmbau im Neubau und bei der Altbausanierung, Dämmstoffe aus Nachwachsenden Rohstoffen, Bauen mit Holz und Vakuumdämmtechnik, Einsatz von PCM-Materialien (engl. phase-change materials).